# Takumi Yamazaki
Takumi Yamazaki (山崎 たくみ, Yamazaki Takumi), né Isao Yamazaki (山崎 功, Yamazaki Isao), le 14 avril 1964 à Tokyo est un doubleur japonais.

## Doublage

### Anime/OVA
- Wiseman and Harald Hoerwick dans .hack
- Naobi/Yata dans .hack//Roots[2]
- Doctor West dans Demonbane (en)
- Hanemaru dans Flame of Recca
- Joe Hayakawa dans Final Fantasy: Unlimited
- Bansai Kawakami dans Gintama
- George de Sand dans Mobile Fighter G Gundam
- Roybea Loy dans After War Gundam X
- Incognito dans Hellsing
- Omichi dans Hyōka
- Juromaru et Kageromaru dans Inu-Yasha
- Seiuchin dans Kinnikuman Nisei
- Isamu Alva Dyson dans Macross Plus
- Ferio dans Magic Knight Rayearth
- Tatsuhiko Shido dans Nightwalker
- Izawa dans Ike ! Inachū takkyū-bu
- Conrad dans Rune Soldier
- Mû du Bélier dans Saint Seiya (OVA)
- Kunihiko Kimishima dans s-CRY-ed
- Haruo Niijima dans Shijō Saikyō no Deshi Kenichi
- Jillas Jillos Jilles dans Slayers TRY
- Miki dans Initial D
- Saburou Hachiya, Shuusaku Komatsuda dans Nintama Rantarō (en)
- Kayneth Archibald El-Melloi dans Fate/zero
- Denbo Hachirou dans Ojarumaru
- Power Joe, Masaya Kashiwazaki dans Brave Police J-Decker (en)
- Tori/Dela Mochimazzi dans Tamako Market
- Casio Takashiro dans Diebuster
- Mû du Bélier dans Saint Seiya: Soul of Gold
- Hiromi Izawa dans Ike ! Inachū Takkyuubu
- Kasugaigarasu dans Demon Slayer: Kimetsu no Yaiba

### Jeux
- Yata dans .hack//G.U.
- Læraðr dans Fire Emblem Heroes
- Ocelot dans Metal Gear Solid 3: Snake Eater et Metal Gear Solid: Portable Ops
- Lemres dans Puyo Puyo Fever 2
- Archibald Grimms dans Super Robot Wars Original Generations (en)
- Emperor Peony IX dans Tales of the Abyss
- Tilkis Barone dans Tales of the Tempest
- Leinors dans Tales of Destiny (PS2 Remake)
- Balan dans Tales of Xillia
- Balan dans Tales of Xillia 2
- Hayato Nekketsu dans la série Rival Schools
- Marin Reigan dans Super Robot Wars Z et Z2
- Jotaro Kido/Blaster Kid dans Super Robot Wars Alpha Gaiden/GC/NEO
- Doctor West dans Super Robot Wars UX
- Nicole:Premier dans Togainu no Chi

### Dessins animés non japonais
- Chicken dans la version japonaise de Cléo et Chico
- Phillip dans la reprise japonaise de South Park
- The Talking Dog, Fuzzy Lumpkins, Bossman et le narrateur du dub japonais de Les Supers Nanas

## Source de la traduction
- (en) Cet article est partiellement ou en totalité issu de l’article de Wikipédia en anglais intitulé « Takumi Yamazaki » (voir la liste des auteurs).